# Consort Britànica
Aquest títol fa referència a aquelles persones que van ser consorts dels sobirans dels regnes que van formar part del que actualment és el Regne Unit. Gairebé tots els consort han estat dones, les quals varen ostentar el títol de reina consort, mentre que l'únic home que va ser rei consort va ser Felip II d'Espanya, rei amb autoritat de nom, però no de fet. La resta d'homes han rebut els títols de diferents maneres que s'indicaràn al següent llistat.

## Evolució del títol
1. Al any 1031, Guillem el Conqueridor, es va casar amb Matilde de Flandes, la primera en ostentar el títol.
2. Durant el regnat d'Enric VIII d'Anglaterra, el Senyoriu d'Irlanda, es va transformar en el Regne d'Irlanda, sent la consort la Reina consort d'Anglaterra i Irlanda.
3. La mort de la reina Elisabet I d'Anglaterra (Casa de Tudor) sin descendència, va provocar l'ascens al tron de Jaume I. de la Casa d'Estuard, fill de la seva cosina Maria I d'Escòcia, i que era també rei d'Escòcia amb el nom de Jaume VI, sent aixís la seva consort la Reina consort d'Anglaterra, Escòcia i Irlanda.
4. Durant el regnat d'Anna de la Gran Bretanya, es va signar l'Acta d'Unió (1707), que unía els regnes d'Anglaterra i Escòcia, convertint-se en el Regne de Gran Bretanya, atorgant-li a la reina consort el títol de Reina consort de Gran Bretanya i Irlanda, que va estar vacant fins al regnat de Jordi II.
5. La mort de la reina Anna va provocar que heretés el regne el seu familiar protestant més proper, Jordi I de la Casa de Hannover, també Príncep elector de Hannover.
6. Durant el regnat de Jordi III, es van unir les corones de Gran Bretanya i Irlanda, que van passar a formar el Regne Unit de Gran Bretanya i Irlanda, i la consort va esdevenir la Reina consort del Regne Unit de Gran Bretanya i Irlanda.
7. La mort de Guillem IV del Regne Unit, va significar la separació de Hannover, al qual hi existía la Llei Sàlica, quedant el Regne Unit per Victòria i Hannover per Ernest August I de Hannover.

## Reines
Aquesta secció està dedicada a les dones que van ser esposes de sobirans britànics.

### Consorts d'Anglaterra
- Matilda de Flandes, esposa de Guillem I d'Anglaterra.
- Edith d'Escòcia, princesa d'Escòcia i consort d'Enric I d'Anglaterra.
- Matilde I de Boulogne, comtessa de Boulogne i consort d'Esteve de Blois.
- Elionor d'Aquitània, duquessa d'Aquitània, comtessa de Poitiers i consort d'Enric II d'Anglaterra.
- Berenguera de Navarra, infanta de Navarra i esposa de Ricard I d'Anglaterra.
- Elisabet d'Angulema, esposa de Joan I d'Anglaterra.
- Elionor de Provença, esposa d'Enric III d'Anglaterra.
- Elionor de Castella, infanta de Castella i esposa d'Eduard I d'Anglaterra.
- Margarida de França, princesa de França i esposa d'Eduard I d'Anglaterra.
- Elisabet de França, princesa de França i esposa d'Eduard II d'Anglaterra.
- Felipa d'Hainaut, esposa d'Eduard III d'Anglaterra.
- Anna de Luxemburg, princesa de Bohèmia i esposa de Ricard II d'Anglaterra.
- Isabel de Valois, princesa de França, duquessa d'Orleans, comtessa de Valois i esposa de Ricard II d'Anglaterra.
- Joana de Navarra, infanta de Navarra i esposa d'Enric IV d'Anglaterra.
- Catalina de Valois, princesa de França i esposa d'Enric V d'Anglaterra.
- Margarida d'Anjou, princesa de Nàpols i esposa d'Enric VI d'Anglaterra.
- Elisabet Woodville, esposa d'Eduard IV d'Anglaterra.
- Anna Neville, esposa de Ricard III d'Anglaterra.
- Elisabet de York, princesa d'Anglaterra i esposa d'Enric VII d'Anglaterra.
- Catalina d'Aragó, infanta d'Aragó i de Castella i esposa d'Enric VIII d'Anglaterra, mare de la futura reina Maria I d'Anglaterra.
- Anna Bolena, marquesa de Pembroke i segona esposa d'Enric VIII d'Anglaterra, mare de la futura reina Elisabet I d'Anglaterra.
- Jane Seymour, tercera esposa d'Enric VIII d'Anglaterra i mare del futur rei Eduard VI d'Anglaterra.
- Anna de Clèveris, quarta esposa d'Enric VIII d'Anglaterra.
- Catalina Howard, la cinquena esposa d'Enric VIII d'Anglaterra, anomenada "La Rosa Sense Espines", cosina d'Anna Bolena, va ser decapitada per alta traïció.
- Catalina Parr, sisena i última esposa d'Enric VIII d'Anglaterra.

### Consorts d'Anglaterra i Irlanda
- Catalina Parr, com a sisena i última esposa d'Enric VIII d'Anglaterra.

### Consorts d'Anglaterra, Escòcia i Irlanda
- Anna de Dinamarca, princesa de Dinamarca i Noruèga i esposa del rei Jaume VI d'Escòcia i I d'Anglaterra, mare del futur rei Carles I d'Anglaterra.
- Enriqueta Maria de França, princesa de França i esposa de Carles I d'Anglaterra, mare dels futurs reis Carles II d'Anglaterra i Jaume II d'Anglaterra.
- Caterina de Bragança, infanta de Portugal i esposa de Carles II d'Anglaterra.
- Maria de Mòdenna, esposa de Jaume II d'Anglaterra i mare del pretendent al tron d'Anglaterra James Francis Edward Stuart.

### Consorts de Gran Bretanya i Irlanda
- Carolina de Brandeburg-Ansbach, esposa de Jordi II del Regne Unit i mare del príncep Frederic del Regne Unit.
- Carlota de Mecklenburg-Strelitz, esposa de Jordi III del Regne Unit i mare dels reis Jordi IV del Regne Unit, Guillem IV del Regne Unit i d'Ernest August I de Hannover.

### Consorts del Regne Unit de Gran Bretanya i Irlanda
- Carolina de Brunsvick-Wolfenbüttel, duquessa de Brunsvick-Wolfenbüttel i esposa de Jordi IV del Regne Unit.
- Adelaida de Saxònia-Meiningen, esposa de Jordi IV del Regne Unit.
- Alexandra de Dinamarca, princesa de Dinamarca i esposa d'Eduard VII del Regne Unit, mare del rei Jordi V del Regne Unit.
- Maria de Teck, princesa de Teck i esposa de Jordi V del Regne Unit i mare dels reis Eduard VIII del Regne Unit i Jordi VI del Regne Unit.
- Elisabet Bowes-Lyon, esposa de Jordi VI del Regne Unit i mare de l'actual reina Elisabet II del Regne Unit.

## Prínceps
Aquesta secció està dedicada als esposos de les reines britàniques que no van ser reis consortsː

### Consort d'Anglaterra
- Duc Jofré V d'Anjou, comte d'Anjou, Maine i Turena i espòs de Matilde d'Anglaterra. Va ser pare del rei Enric II d'Anlgaterra.

### Consort d'Anglaterra i Irlanda
- Lord Guilford Dudley, espos de Joana I d'Anglaterra.

### Consort de Gran Bretanya i Irlanda
- Príncep Jordi de Dinamarca, príncep de Dinamarca i espòs de la reina Anna I de Gran Bretanya.

### Consort del Regne Unit de Gran Bretanya i Irlanda
- Príncep Albert de Saxònia-Coburg Gotha espòs de la reina Victòria I del Regne Unit. Pare del rei Eduard VII del Regne Unit.

### Consort del Regne Unit de Gran Bretanya i Irlanda del Nord.
- Príncep Felip d'Edimburg, és l'actual consort de la reina Elisabet II del Regne Unit i pare de l'hereu al tron el príncep Carles de Gal·les. És príncep del Regne Unit (tot i que no és príncep consort), a més d'ostentar els títols de Príncep de Grècia i Dinamarca, duc d'Edimburg, Baró de Greenwich, comte de Merioneth, Cavaller de la Orde de la Lligacama, Cavaller de l'Orde del Card, Gran Mestre de l'Orde de l'Imperi Britànic, Gran Mestre de la Gran Lògia Unida d'Anglaterra.

## Reis
Només hi va haver un home, espòs d'una sobirana britànica, que va ostentar el títol de rei consortː

### Consort d'Anglaterra i Irlanda
- Felip II de Castella i I de Portugal,[1] com a espòs de Maria I d'Anglaterra.